# حلوى البيض
حلوى البيض هي كريمة بيض حلوة من المطبخ البرتغالي مصنوعة من صفار البيض وشراب السكر. تُستخدم كحشوة لكعكات الإسفنج ذات الطبقات، ويمكن استخدامه كإضافة حلوة للمثلجات وحلويات أخرى. يجب تحضير الكريمة على درجة حرارة منخفضة أو في حمام مائي لمنع تخثر صفار البيض.
حلوى البيض تعتبر مكون شائع في متاجر الحلويات البرتغالية.